# Effet Fano

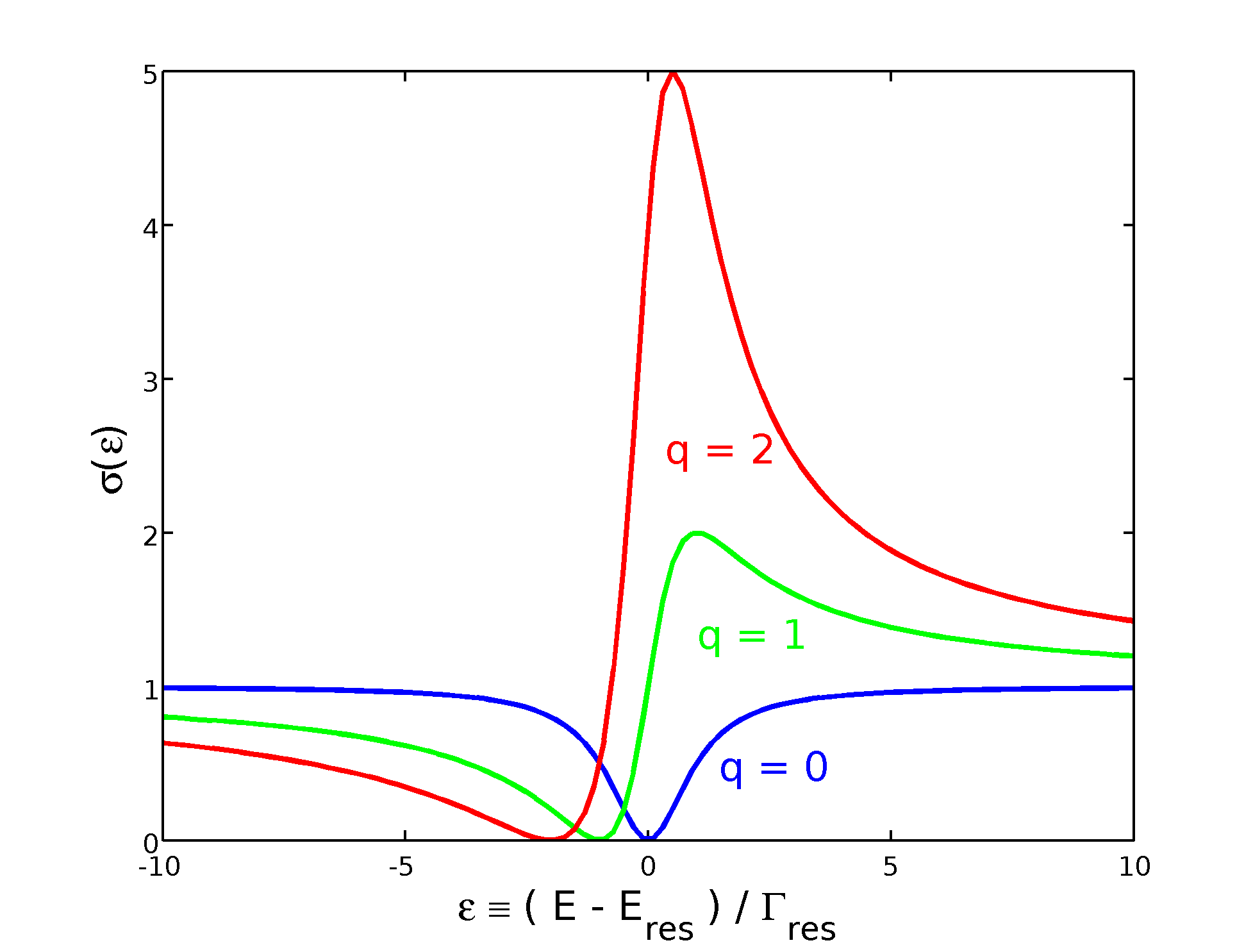
Graphe - Effet Fano

Pour les articles homonymes, voir Résonance (homonymie).
L'effet Fano, ou résonance de Fano, désigne de manière générale les interférences quantiques entre deux phénomènes physiques dans un milieu, où l'un a un spectre discret en énergie et l'autre un spectre continu. Il est mis en évidence dans diverses expériences de spectroscopie (spectroscopie Raman, spectroscopie d'absorption etc.) par une asymétrie caractéristique des raies spectrales. Cet effet doit son nom au théoricien Ugo Fano qui en a décrit le principe en 1961. Il est particulièrement important pour la description des propriétés de transport et des spectres optiques des semiconducteurs.